# Perfect Blue
Perfect Blue (jap. パーフェクトブルー Pāfekuto burū) – japoński film animowany z 1997 roku w reżyserii Satoshiego Kona na podstawie scenariusza Sadayukiego Muraia. Produkcja jest adaptacją powieści Perfect Blue: Kanzen hentai (jap. パーフェクトブルー：完全変態 Pāfekuto burū: Kanzen hentai) autorstwa Yoshikazu Takeuchiego.

## Fabuła
Mima Kirigoe, członkini grupy idolek J-popu o nazwie „CHAM!”, decyduje się opuścić grupę, aby zostać pełnoetatową aktorką. Wielu jej wielbicieli jest niezadowolonych z powodu jej decyzji o zmianie wizerunku, zwłaszcza obsesyjny fan znany jako Mamoru Uchida lub Me-Mania, który zaczyna ją prześladować. Podążając za wskazówkami z listu od jednego z fanów, Mima odkrywa stronę internetową o nazwie „Pokój Mimy” zawierającą publiczne wpisy do pamiętnika pisane z jej perspektywy, w których jej codzienne życie i przemyślenia opisywane są bardzo szczegółowo. W karierze aktorskiej Mimę wspiera menadżerka i była pop idolka Rumi Hidaka oraz jej agent Tadokoro. Mima zwierza się Rumi na temat „Pokoju Mimy”, ale ta radzi jej to zignorować.
Pierwszą pracą Mimy jest niewielka rola w detektywistycznej TV dramie o nazwie Podwójna więź; jednak Tadokoro wywiera wpływ na producentów serialu i udaje mu się zapewnić Mimie większą rolę, która obejmuje scenę gwałtu. Pomimo sprzeciwu Rumi, dziewczyna akceptuje rolę, choć pozostawia ją to poważnie dotkniętą. W drodze do domu widzi swoje odbicie ubrane w dawny strój idolki, które twierdzi, że jest „prawdziwą Mimą”. Pomiędzy ciągłym stresem wywołanym kręceniem Podwójnej więzi, utrzymującym się żalem z powodu opuszczenia CHAM!, jej paranoją dotyczącą bycia stalkowaną i rosnącą obsesją na punkcie „Pokoju Mimy”, dziewczyna zaczyna cierpieć na psychozę: w szczególności ma problemy z odróżnieniem prawdziwego życia od pracy w showbiznesie i powtarzające się pozornie nierealne obserwacje swojego dawnego ja zwanego „prawdziwą Mimą”.
Kilka osób, które były zaangażowane w jej aktorstwo, zostaje zamordowanych. Mima znajduje dowody, które sprawiają, że wydaje się być główną podejrzaną, a jej niestabilność psychiczna sprawia, że wątpi we własne wspomnienia i niewinność, kiedy przypomina sobie brutalne morderstwo pornografa Murano. Mimie udaje się ukończyć zdjęcia do Podwójnej więzi, której ostatnia scena ujawnia, że jej postać zabiła i przyjęła tożsamość swojej siostry z powodu wywołanego traumą zaburzenia dysocjacyjnego tożsamości. Po tym, jak reszta ekipy filmowej opuściła studio, Me-Mania, działając zgodnie z instrukcjami e-mailowymi od „prawdziwej Mimy”, aby „wyeliminować oszustkę”, próbuje ją zgwałcić i zabić, ale ta zabija go uderzeniem młotka w skroń.
Mima zostaje odnaleziona za kulisami przez Rumi i zabrana do domu menadżerki. Dziewczyna budzi się w pomieszczeniu wzorowanym na jej pokoju, tylko po to, by odkryć, że Rumi była sprawczynią „Pokoju Mimy”, seryjnych morderstw i paranoi indukowanej, która manipulowała Me-Manią i uczyniła z niego kozła ofiarnego. Kobieta wcześniej rozwinęła drugą osobowość, która uważała się za „prawdziwą Mimę”, wykorzystując informacje ze zwierzeń Mimy jako podstawę do stworzenia „Pokoju Mimy”. Ujawnia również swoje motywy: jest niezadowolona z wycofania się Mimy z branży idolek i dlatego stara się ją zniszczyć i zastąpić, aby „odkupić” jej wizerunek. W końcu druga osobowość Rumi ściga Mimę przez miasto, by ją zamordować. Ta jednak obezwładnia Rumi odłamkiem lustra w samoobronie. Po uwolnieniu się Rumi ma halucynacje wywołane światłami nadjeżdżającej ciężarówki, które postrzega jako światła sceniczne i wychodzi na drogę, by pozować przed zbliżającym się pojazdem, ale Mimie udaje się ją uratować przed przejechaniem w ostatniej chwili. Wtedy też Mima widzi swoją „prawdziwą ja” po raz ostatni.
Jakiś czas później Mima jest już znaną aktorką i odwiedza Rumi w szpitalu psychiatrycznym. Lekarz Rumi wyjaśnia, że ta przez większość czasu nadal wierzy, że jest pop idolką. Mima mówi, że dzięki niej wiele się nauczyła. Wychodząc ze szpitala, Mima podsłuchuje rozmowę dwóch pielęgniarek. Uważają, że wygląda jak prawdziwa Mima Kirigoe, która nie miałaby powodu, by odwiedzać szpital psychiatryczny. Gdy Mima wsiada do samochodu, uśmiecha się do siebie w lusterku wstecznym, po czym oświadcza: „Nie, jestem prawdziwa”.

## Obsada
| Postać                                       | Seiyū           |
| -------------------------------------------- | --------------- |
| Mima Kirigoe (jap. 霧越 未麻 Kirigoe Mima)   | Junko Iwao      |
| Rumi (jap. ルミ)                             | Rica Matsumoto  |
| Tadokoro (jap. 田所)                         | Shinpachi Tsuji |
| Mamoru Uchida (jap. 内田 守 Uchida Mamoru)   | Masaaki Ōkura   |
| Tejima (jap. 手嶋)                           | Yōsuke Akimoto  |
| Takao Shibuya (jap. 渋谷 貴雄 Shibuya Takao) | Yoku Shioya     |
| Sakuragi (jap. 桜木)                         | Hideyuki Hori   |
| Eri Ochiai (jap. 落合 恵理 Ochiai Eri)       | Emi Shinohara   |
| Murano (jap. 村野)                           | Masashi Ebara   |
| Reżyser (jap. 監督 Kantoku)                  | Kiyoyuki Yanada |
| Yada (jap. 矢田)                             | Tōru Furusawa   |
| Yukiko (jap. 雪子)                           | Emiko Furukawa  |
| Rei (jap. レイ)                              | Shiho Niiyama   |
| Tadashi Doi (jap. 土居 正 Doi Tadashi)       | Akio Suyama     |

## Produkcja
Perfect Blue było pierwszym reżyserskim przedsięwzięciem Satoshiego Kona. Wszystko zaczęło się, gdy Masao Maruyama, ówczesny producent w studiu Madhouse, docenił pracę Kona nad OVA JoJo’s Bizarre Adventure i skontaktował się z nim, aby zapytać, czy byłby zainteresowany reżyserią jesienią 1994 roku. Autor pierwowzoru, Yoshikazu Takeuchi, rzekomo początkowo planował film live action na podstawie swojej powieści, jednak z powodu trudności z finansowaniem został on zdegradowany do produkcji direct-to-video, a następnie animacji direct-to-video. Gdy Kon otrzymał początkową ofertę, dotyczyła ona stworzenia projektu OVA, w rezultacie czego Perfect Blue powstało jako animacja wideo. W ostatniej jednak chwili podjęto decyzję o wydaniu jej jako filmu, tuż przed ukończeniem. Produkcja ta została pierwotnie stworzona jako animacja wideo przeznaczona na wąski rynek, spodziewano się więc, że zniknie, gdy tylko kilka osób o niej usłyszy. Fakt, że została potraktowana jako film, zaproszona na wiele festiwali filmowych na całym świecie i wydana w wielu krajach, był nieoczekiwany dla osób zaangażowanych w jej powstanie. Horror psychologiczny nie był głównym gatunkiem w japońskiej animacji i nie było wówczas żadnego precedensu, więc w normalnych warunkach film zostałby odrzucony. Wskutek tego nikt nie sądził, że będzie produkcja okaże się hitem, ponieważ odniosła sukces przypadkiem. Z tego też powodu Kon otrzymał propozycję jej wyreżyserowania.
Zanim Kon otrzymał propozycję pracy, tytuł Perfect Blue i treść, opowieść o idolce klasy B i zboczonym fanie, były już ustalone. Nie czytał oryginalnej powieści, a jedynie scenariusz do filmu, który podobno był bliski oryginałowi, jednak nigdy go nie wykorzystał. W oryginalnej historii nie ma gry w grze, ani motywu zacierania się granicy między snem a rzeczywistością. Pierwotnie fabuła była prostym gore/psychologicznym horrorem o idolce zaatakowanej przez zboczonego fana, który nie może zaakceptować jej zmiany wizerunku. Było też wiele przedstawień krwawienia, więc historia nie była odpowiednia dla Kona, który nie lubi horroru ani idolek. Kon powiedział, że gdyby miał swobodę w planowaniu, nigdy nie pomyślałby o takiej scenerii. Gatunek ten był nadużywany, będąc już poruszanym w różnych dziełach, takich jak Siedem, Nagi instynkt i Milczenie owiec, a także był czymś, w czym anime nie było dobre. Ponieważ większość tego typu produkcji dąży do tego, jak zboczeni lub szaleni są sprawcy, mordercy, Kon skupił się na tym, „jak wewnętrzny świat bohaterki, ofiary, zostaje złamany przez bycie celem stalkera”, aby przechytrzyć publiczność. Z drugiej strony, gra w grze, Podwójna więź, jest bardziej parodią niż prostym horrorem psychologicznym i nakręcił ją z zamiarem skrytykowania japońskich dramatów telewizyjnych, które z łatwością powstają poprzez naśladowanie hollywoodzkich trendów.
Kon zdecydował się podjąć roli reżysera, ponieważ nie mógł oprzeć się urokowi reżyserowania po raz pierwszy, a także dlatego, że autor oryginału pozwolił mu zmienić historię tak, jak mu się podobało, o ile będzie pamiętał o trzech rzeczach, aby film działał: główna bohaterka jest idolką klasy B, ma wściekłego fana (stalkera) i jest to horror. Wziął więc niektóre elementy z oryginalnego dzieła, takie jak wyjątkowo japońska egzystencja idolek, otaczający je fani „otaku” i stalkerzy, którzy stali się bardziej radykalni, i wymyślił jak najwięcej pomysłów ze scenarzystą Sadayukim Muraiem, z zamiarem wykorzystania ich do stworzenia zupełnie nowej historii. Jako że film potrzebował głównego motywu, który musiał zostać znaleziony nie przez scenarzystę lub kogokolwiek innego, ale przez samego reżysera, Kona, wymyślił więc motyw jak dwie rzeczy, które powinny mieć „granicę”, takie jak „sen i rzeczywistość”, „pamięć i fakt” oraz „ja i inni”, stają się pozbawione granic i mieszają się ze sobą, w oparciu o film krótkometrażowy Kanojo no omoide (z antologii Memories), do którego napisał scenariusz, oraz nieukończoną wówczas jeszcze mangę Opus. Koncepcja „pamięci i faktu” w fabule została zainspirowana albumem „Sim City” autorstwa Susumu Hirasawy. Powiedział: „Ten album jest jak miasto, które powstało nagle, z wysokim stopniem nowoczesności, bez żadnego procesu ewolucyjnego”. W międzyczasie wpadł na pomysł, że postać bardziej przypominająca „mnie” niż „ja”, bohaterka, jest tworzona w Internecie bez „mojej” wiedzy. Jest ona dla bohaterki „przeszłym ja”, a to „inne ja”, które powinno istnieć tylko w Internecie, zmaterializowało się z powodu czynników zewnętrznych (pragnienia fanów, którzy tego chcieli) i czynników wewnętrznych (żalu, że być może przeszłość była bardziej komfortowa). Wówczas powstała koncepcja konfrontacji bohaterki z „innym ja”. Dopiero wtedy Kon przekonał się, że film ten może działać jako „dzieło wizualne”. Zdecydował się zinterpretować ową oryginalną historię jako opowieść o idolce, która załamała się z powodu nagłej zmiany otoczenia lub prześladowcy, który obrał ją za cel, i napisał zupełnie nowy scenariusz z Sadayukim Muraiem. Początkowo Murai napisał pierwszą wersję scenariusza, a Kon dodawał lub usuwał z niego pomysły. Spędzili dużo czasu na dyskusjach, z których wynikło wiele pomysłów. Następnie Kon napisał wszystkie scenorysy, w których dokonał także zmian w dialogach i innych elementach. Prace nad rysunkami były zaś prowadzone równolegle.
Firma, która zakupiła wideogram i prawa do emisji telewizyjnej Perfect Blue przed ukończeniem filmu, doradziła dystrybutorowi, aby ten zgłosił go na Międzynarodowy Festiwal Filmowy Fantasia w Montrealu w Kanadzie, aby mógł on zostać wydany za granicą w pierwszej kolejności. Ponieważ był to pierwszy film Kona, a on sam był nieznany jako reżyser, dystrybutor przedstawił film jako pierwszy projekt reżyserski ucznia Katsuhiro Ōtomo, twórcy Akiry, która stała się już hitem za granicą. Ōtomo jest uznawany za współpracownika przy planowaniu, jednak on sam nigdy nie zabiegał o to, by firma poprosiła Kona o wyreżyserowanie filmu, ani nie był też zaangażowany w produkcję. Wygląda jednak na to, że Ōtomo doradzał autorowi oryginału w sprawach związanych z branżą animacyjną, gdy ten promował projekt animacji. Na festiwalu Fantasia film został tak dobrze przyjęty, że w pośpiechu zorganizowano drugi pokaz dla tych, którzy nie mogli go zobaczyć, i ostatecznie został on uznany przez publiczność za najlepszy film międzynarodowy. Dzięki temu dystrybutor zaczął otrzymywać zaproszenia od ponad 50 festiwali filmowych, w tym w Niemczech, Szwecji, Australii i Korei Południowej. Następnie rozpoczął negocjacje z dystrybutorami w różnych krajach Europy i ostatecznie udało mu się sprzedać film na głównych rynkach, takich jak hiszpański, francuski, włoski, angielski i niemieckojęzyczny przed premierą w Japonii. Dystrybutorowi udało się także uzyskać zgodę filmowców Rogera Cormana i Irvina Kershnera na bezpłatne wykorzystanie ich komentarzy w rekomendacjach filmu na całym świecie, dzięki czemu zostały one użyte w międzynarodowych ulotkach kinowych oraz w ogólnoświatowych działaniach promocyjnych.
Później pojawiła się plotka, że reżyser Darren Aronofsky nabył prawa do remake’u Perfect Blue, jednak podczas rozmowy z Konem w magazynie w 2001 roku stwierdził, że musiał zrezygnować z zakupu praw z różnych powodów. Powiedział również, że był to hołd dla tego tytułu, ponieważ jego film Requiem dla snu miał te same kąty i ujęcia co Perfect Blue.

## Wydanie
Pierwszy pokaz filmu miał miejsce 5 sierpnia 1997 na Festiwalu Filmowym Fantasia w Montrealu w Kanadzie, natomiast w japońskich kinach ukazał się 28 lutego 1998.
6 grudnia 2005 produkcja została wydana na nośnikach UMD przez Anchor Bay Entertainment. Wydanie zawierało film w formacie szerokoekranowym, pozostawiając czarne pasy na ekranie PSP, którego format obrazu wynosi 16:9. Nie posiadało ono jednak żadnych dodatków specjalnych, a jedynie angielską ścieżkę dźwiękową. W 2013 roku film został również wydany przez Anime Limited na nośnikach Blu-ray i DVD w regionie B.
6 i 10 września 2018 odbyły się ponowne pokazy filmu w amerykańskich kinach, zarówno w wersji z angielskim dubbingiem, jak i napisami. 26 marca 2019 GKIDS i Shout! Factory wydały film na nośnikach Blu-ray w Ameryce Północnej.
5 grudnia 2007 film został wydany w Polsce na płytach DVD przez IDG w wersji z napisami oraz lektorem.

## Analiza
W analizie Perfect Blue i innych dzieł Kona, profesor Susan Napier stwierdza, że „Perfect Blue zapowiada swoje zaabsorbowanie percepcją, tożsamością, oglądactwem i performancem – zwłaszcza w odniesieniu do kobiet – już od pierwszej sekwencji. Nie można ufać postrzeganiu rzeczywistości, ponieważ obraz jest skonstruowany tak, aby nie był rzeczywistością, zwłaszcza gdy psychodrama osiąga punkt kulminacyjny”. Napier dostrzega również tematy związane z pop idolkami i ich występami jako wpływające na spojrzenie i kwestię ich ról. Szaleństwo Mimy wynika z jej własnej podmiotowości i ataków na jej tożsamość. Powiązania z twórczością Alfreda Hitchcocka zostają zerwane wraz z zabójstwem mężczyzn, którzy ją kontrolowali. Magazyn Otaku opisuje film jako „krytykę społeczeństwa konsumpcyjnego współczesnej Japonii”.

## Odbiór
Film został dobrze przyjęty przez krytyków, zdobywając nagrody na Festiwalu Filmowym Fantasia 1997 w Montrealu i Fantasporto w Portugalii.
Odbiór w Stanach Zjednoczonych po premierze kinowej również był pozytywny. Według stanu na wrzesień 2023, film uzyskał wynik 83% w serwisie Rotten Tomatoes na podstawie 54 recenzji, ze średnią oceną 7,3/10. W konsensusie stwierdzono: „Perfect Blue jest przestylizowane, ale jego główna tajemnica jest zawsze fascynująca, podobnie jak wizualna teatralność”. W serwisie Metacritic produkcja uzyskała 67 punktów na podstawie 17 recenzji, co wskazuje na „ogólnie przychylne recenzje”. Tygodnik Time uznał Perfect Blue za jeden z pięciu najlepszych filmów anime, Total Film umieściło go na 25. miejscu na liście najlepszych filmów animowanych, a /Film nazwało najstraszniejszym filmem animowanym w historii. Produkcja znalazła się również na liście „najlepszych filmów, których nigdy nie widziałeś” magazynu Entertainment Weekly. W 2022 roku IndieWire nazwało Perfect Blue 12. najlepszym filmem lat 90.
Dennis Harvey z Variety napisał, że choć film „ostatecznie rozczarowuje średnim napięciem i niedopracowanym scenariuszem, to jednak przyciąga uwagę, próbując innego podejścia do gatunku”. Hoai-Tran Bui z /Film nazwała Perfect Blue „głęboko brutalnym, zarówno fizycznie, jak i emocjonalnie”, pisząc, że „jest to film, który pozostawi cię z głębokimi bliznami psychicznymi i uczuciem, że chcesz wziąć długi, długi prysznic”. Bob Graham z San Francisco Chronicle zauważył, że film potrafi „wziąć thriller, fascynację medialną, wgląd psychologiczny oraz popkulturę i postawić je wszystkie na głowie” poprzez swój „świadomy, dorosły pogląd na to, co wydaje się być rajem dla nastolatków”. Pisząc dla Anime News Network, recenzent Tim Henderson opisał film jako „mroczny, wyrafinowany thriller psychologiczny” z efektem „nadmiernej obsesji przepuszczonej przez wczesną kulturę internetową” i stanowi „przypomnienie, jak bardzo ewoluował fandom gwiazd w ciągu zaledwie dekady”. Recenzując wydanie Blu-Ray z 2019 roku, Neil Lumbard z Blu-Ray.com uznał Perfect Blue za „jeden z najlepszych filmów anime wszech czasów” i „arcydzieło, które należy zobaczyć i które pomogło utorować drogę dla bardziej złożonych filmów anime”, podczas gdy Chris Beveridge z The Fandom Post zauważył, że „nie jest to film, który można oglądać często, ani też nie powinno się tego robić, ale kiedy się w niego wczujesz, odłożysz wszystko inne, przygasisz światła i będziesz delektować się doskonałym dziełem filmowym”.
Amerykańska piosenkarka Madonna wykorzystała klipy z Perfect Blue do remiksu swojej piosenki „What It Feels Like for a Girl” jako przerywnik wideo podczas trasy koncertowej Drowned World Tour w 2001 roku.
Amerykański filmowiec Darren Aronofsky potwierdził podobieństwa, które pojawiły się w jego filmie Czarny łabędź z 2010 roku, ale zaprzeczył, że był on inspirowany Perfect Blue; jego poprzedni film Requiem dla snu zawiera remake sceny w wannie z Perfect Blue. W ponownie opublikowanym wpisie na blogu wspomniano, że film Aronofsky’ego Requiem dla snu znalazł się na liście filmów Kona, które obejrzał w 2010 roku. Ponadto Kon napisał na blogu o swoim spotkaniu z Aronofskym w 2001 roku.